# Berszán István
Berszán István (Barót, 1966. december 2. –) erdélyi magyar irodalomtörténész, tanszékvezető egyetemi docens.

## Életpályája
1986–1990 között a Babeş-Bolyai Tudományegyetem Bölcsészettudományi Karának magyar-orosz szakos hallgatója volt. 1992–1996 között a Babes-Bolyai Tudományegyetem Bölcsészettudományi Karán a Magyar Irodalomtudományi Tanszék doktori képzésén vett részt; a disszertáció védésének éve: 1998.

## Művei
- Útkereső. Kritikák, viták, esszék, tanulmányok; Komp-Press–Korunk Baráti Társaság, Kolozsvár, 2001 (Ariadné könyvek)
- Kivezetés az irodalomelméletből. Az írás és az olvasás rituális gyakorlatai felé (Marosvásárhely, 2002)
- A válogatott útibatyu; Koinónia, Kolozsvár, 2002
- Irodalomelmélet – olvasásgyakorlat – meditáció. Presa Universitara Clujeana (Kolozsvár, 2006)
- Terepkönyv. Az írás és az olvasás rítusai – irodalmi tartamgyakorlatok (egy alapkutatáshoz kapcsolódó kísérleti műhely eddigi eredményei) (Kolozsvár, 2007)
- Bundafüles Subanagy. Akivel sosem jár pórul senki; Koinónia, Kolozsvár, 2008
- Történeti kritika – időbeli tájékozódás (Kalligram 2009/március)
- Hegység, mely emberi nevet visel. Bodor Ádám írásgyakorlatának mozgásterei (Helikon Irodalomtudományi Szemle 2010)
- Angyalok meséi; Koinónia, Cluj, 2011
- Gyakorláskutatás. Írások és mozgásterek; Kalligram, Pozsony, 2013
- Ritmikai dimenziók. Az irodalomtól a gyakorlásfizikáig; Egyetemi Műhely–Bolyai Társaság–Ráció, Kolozsvár–Bp., 2018 (Tanulmányok. Bolyai Társaság)